# Interprint

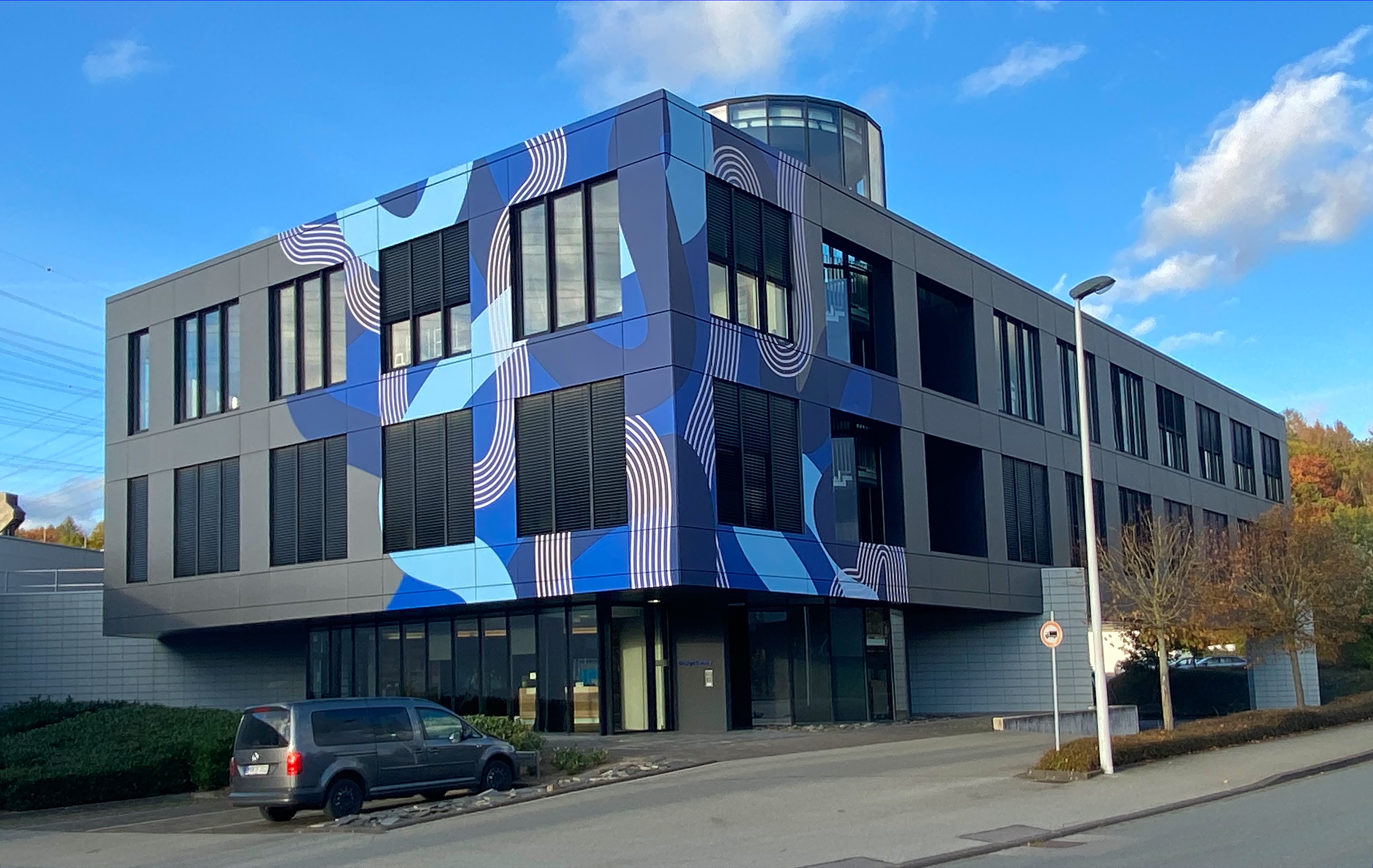
Interprint Design Centre Arnsberg

INTERPRINT ist eine international agierende Dekordruckerei und Teil der Toppan-Gruppe. Das Unternehmen gestaltet die Oberflächen von zahlreichen Holzwerkstoffen, die zu Möbeln oder Fußböden weiterverarbeitet werden und im Innenausbau zum Einsatz kommen, darunter Wohn- und Arbeitsräume, Küchen- und Badmöbel, Laminatfußböden und für den Innenausbau in Zügen, Schiffen oder in der Automobilindustrie.

## Das Unternehmen
Interprint produziert mit insgesamt 37 Produktionsmaschinen bei einer Gesamtkapazität von 2,1 Mrd. m² an neun Produktionsstandorten in Deutschland (Arnsberg auch Stammsitz), Brasilien (Curitiba), China (Changzhou), Malaysia (Nilai), Polen (Ozorków), Russland (Egorievsk und Samara), Spanien (Tordera) und USA (Pittsfield). Vertriebsbüros betreibt das Unternehmen nach eigenen Angaben in China Foshan, Indien (Mumbai), Italien (Affi), Südafrika (Pretoria) und in der Türkei (Istanbul).
Das Unternehmen wurde 1969 gegründet. Die Wrede Industrieholding kündigte Ende 2018 an, dass Unternehmen zu verkaufen. Am 1. November 2019 wurden die Vereinbarung zwischen Toppan Printing Co., Ltd. und Wrede Industrieholding GmbH & Co. KG zur Übernahme von 100 % der INTERPRINT GmbH genehmigt. Interprint ist Teil der Toppan-Gruppe.

## Produkte
Das Produktportfolio von Interprint umfasst Dekorpapiere und Finishfolien, Melaminfilme, wasserbasierten und thermoplastischen Folien und weitere Produkte – produziert im Tiefdruckverfahren oder im industriellen Digitaldruck.

## Geschichte
Im Jahr 1969 wurde das Unternehmen durch Paul Wrede als Kommanditgesellschaft gegründet. 1983 folgte die Gründung der ersten Tochtergesellschaft in den USA. Die Interprint, Inc. entwickelte sich seither zur führenden Adresse für Dekordruck in Nordamerika. 1990 eröffnete das Unternehmen ein Verkaufsbüro in Moskau, Russland.
In den folgenden Jahren setzte Interprint seine internationale Expansion fort. 1995 wurde eine neue Produktionsstätte in Malaysia eröffnet, um den asiatischen Markt gezielt zu bedienen. Ein Jahr später, 1997, nahm das Vertriebsbüro Interprint Italia S.r.l. den Betrieb auf. 1998 folgte die Inbetriebnahme einer weiteren Produktionsstätte in Polen.
Zu Beginn des neuen Jahrtausends, im Jahr 2001, eröffnete Interprint ein Vertriebsbüro in Shanghai, China. 2003 wurde eine Produktionsstätte in Changzhou, China, eröffnet. Im Jahr 2006 feierte Interprint die Eröffnung eines Gravur- und Designzentrums in Arnsberg, Deutschland, sowie einer neuen Produktionsstätte im US-amerikanischen Pittsfield, Massachusetts.
Trotz globaler Wirtschaftsunsicherheiten investierte Interprint 2008 in eine neue Produktionsstätte im russischen Egorievsk. Zwei Jahre später, 2010, nahm das Unternehmen weitere internationale Aktivitäten auf. Vertriebsbüros wurden in Madrid, Spanien, und Istanbul, Türkei, eröffnet. Zudem übernahm Interprint alle Anteile an der OOO Coveright RUS in Samara, Russland. Die dortige Produktionseinheit für Melaminfilme firmiert seither unter dem Namen OOO Interprint Samara.
Im Jahr 2014 wurde die internationale Präsenz durch den Bau einer neuen Produktionsstätte in Curitiba, Brasilien, sowie eines Vertriebsbüros in Pretoria, Südafrika, weiter ausgebaut. Ein Meilenstein in der Technologieentwicklung wurde 2015 erreicht: Eine industrielle Digitaldruckmaschine für den Dekordruckbereich ging in Betrieb.
Seit 2019 ist Interprint Teil der Toppan-Gruppe. Im Jahr 2022 wurde mit der Übernahme von Decotec der neunte Produktionsstandort geschaffen. Unter dem Namen IP Decor Spain stärkt Interprint damit seine Marktpräsenz in Spanien und weltweit.